# Jedlnik
Jedlnik (niem. Dreitannenberg, 746 m n.p.m.) – góra w Sudetach Środkowych w południowej części Gór Bystrzyckich, na południe od Przełęczy nad Porębą.
Leży na dziale wodnym na granicy zlewisk Morza Północnego i Bałtyckiego. Szczyt oraz zbocza są odsłonięte i stanowią bardzo dobry punkt widokowy na Masyw Śnieżnika oraz inne pasma otaczające Kotlinę Kłodzką.
Wschodnim zboczem Jedlnika biegnie Autostrada Sudecka, przy której w 2003 postawiono kamień z tablicą mającą upamiętniać 320. rocznicę rzekomego powrotu króla Jana III Sobieskiego po odsieczy wiedeńskiej 1683 doliną Dzikiej Orlicy.
Niemiecka nazwa szczytu (Dreitannenberg) pochodziła od trzech jodeł niegdyś rosnących na szczycie.